# Половец, Иван Кузьмич
Ива́н Кузьми́ч По́ловец (4 января 1908 — 6 июня 1985) — советский военнослужащий, участник Великой Отечественной войны, командир 42-го гвардейского стрелкового полка (13-я гвардейская стрелковая дивизия, 25-й гвардейский стрелковый корпус, 7-я гвардейская армия, 2-й Украинский фронт), гвардии майор. Герой Советского Союза (1944).

## Биография
Родился 4 января 1908 года в станице Анастасиевская ныне Славянского района Краснодарского края в семье казака Кузьмы Половца. Работал в колхозе.
В ряды Красной Армии был призван в 1930 году. На фронтах Великой Отечественной войны с августа 1941 года.
В ночь на 29 октября 1943 года, будучи командиром 42-го гвардейского стрелкового полка 13-й гвардейская стрелковая дивизия 5-й гвардейская армия, 2-го Украинского фронта, умело организовал прорыв вражеского окружения в районе железнодорожной станции Знаменка Кировоградской области. Подразделение под его командованием вышло с малыми потерями к передовым частям дивизии. Во время прорыва противнику был нанесён большой урон в боевой технике и живой силе.
Указом Президиума Верховного Совета СССР «О присвоении звания Героя Советского Союза генералам, офицерскому, сержантскому и рядовому составу Красной Армии» от 22 февраля 1944 года за «образцовое выполнение боевых заданий командования при форсировании реки Днепр, развитие боевых успехов на правом берегу реки и проявленные при этом отвагу и геройство» был удостоен звания Героя Советского Союза с вручением ордена Ленина 15832 и медали «Золотая Звезда».
После войны продолжал службу в армии. В 1955 году вышел в запас по болезни в звании гвардии подполковника и работал в военкомате. Жил в Калининграде. Умер 6 июня 1985 года. Его именем названа улица в Калининграде, на которой ранее находился военкомат.